# Заклон (вращение)

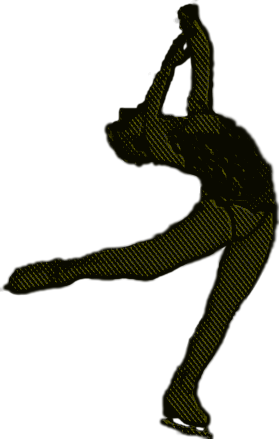
Заклон.

Заклон (англ. Layback spin) — элемент в фигурном катании, являющийся особой разновидностью вращений. Вращение выполняется с сильным глубоким прогибом тела назад или в сторону и откинутой назад головой, свободная нога «вывернута» наружу и вынесена назад. При этом руки могут находиться в различных положениях.
Различают множество различных вариаций заклонов. Среди заклонов встречаются пируэты с захватом конька. Возможен вариант заклона, когда торс фигуриста отклоняется не назад, а в сторону.
Придумала и впервые начала исполнять на соревнованиях заклон англичанка Сесилия Колледж.
В настоящее время заклон является обязательным элементом короткой программы у женщин.

## Галерея

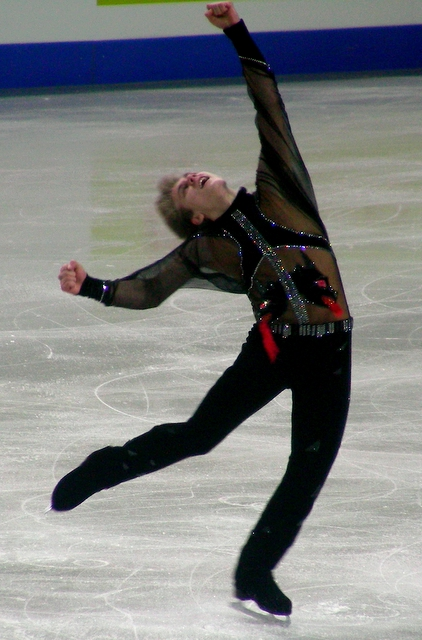
Андрей Грязев
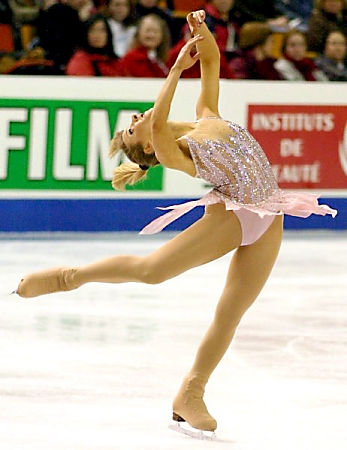
Анжела Никодинов
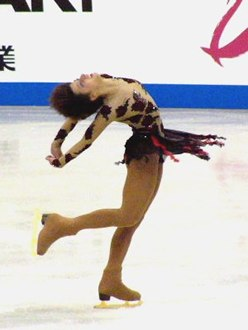
Елена Ляшенко
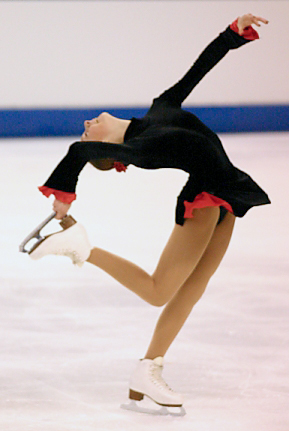
Заклон «колечком» Елена Глебова
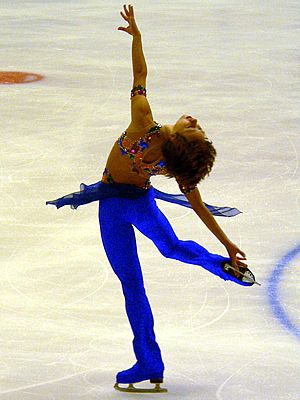
Александра Иевлева
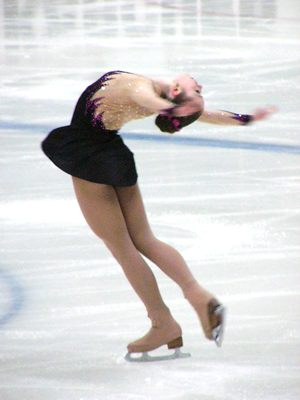
Флер Максвелл
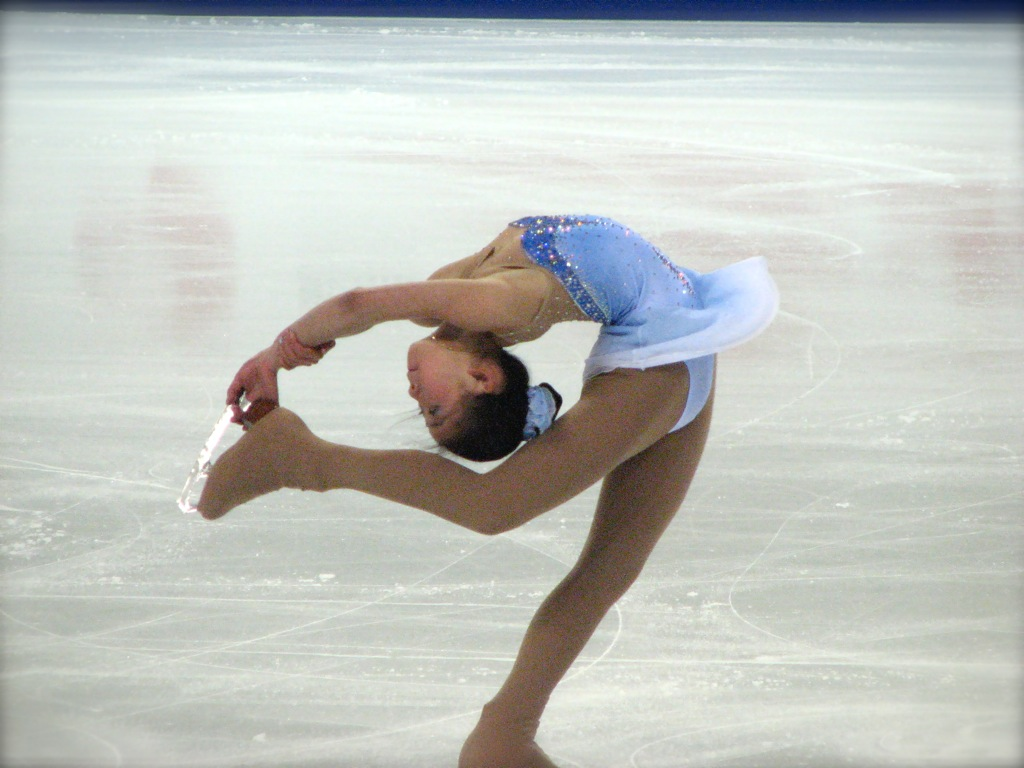
Ещё один вариант заклона «колечком» Кэролайн Чжан
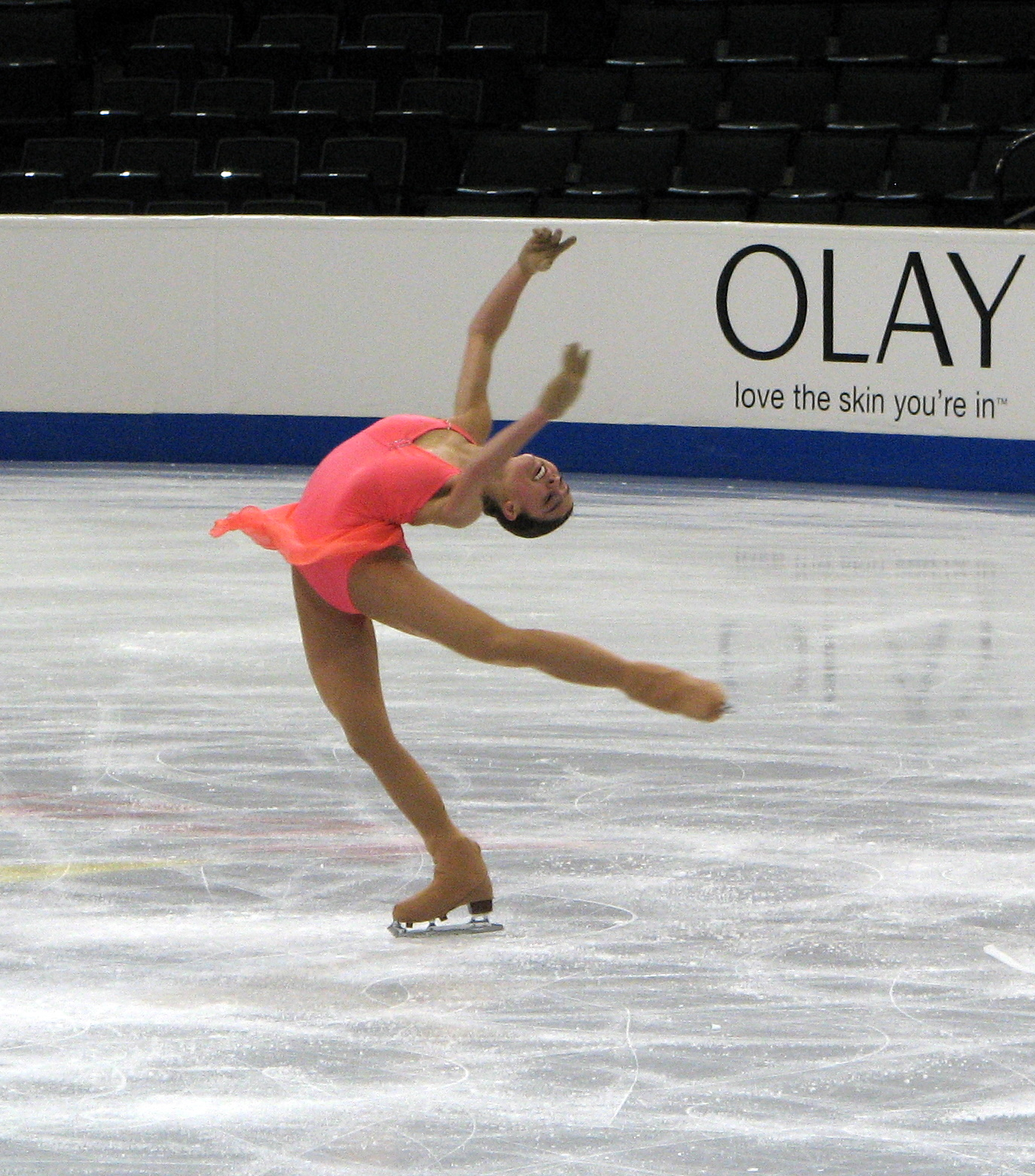
Алисса Чизни